# Saxtromba
Saxtromben (Singular Saxtromba) sind die Mitglieder einer von Adolphe Sax erfundenen (Patent 1845) Blechblasinstrumentenfamilie.
Die Saxtromben sind mit den Saxhörnern verwandt und wurden in verschiedenen Größen gebaut. Die Mensur liegt zwischen der der Bügelhorn- bzw. Saxhornfamilie und der der Hornfamilie. Der Ton klingt dementsprechend ebenfalls zwischen den genannten. Der Schalltrichter weist, wie bei den Saxhörnern, nach oben. Sie fanden vorwiegend in der französischen Militärmusik Verwendung.

## Die Instrumente
- Sopran in Es
- Alt in B
- Alt-Tenor in Es
- Alt-Tenor in F
- Bariton in B
- Bass oder Kontrabass

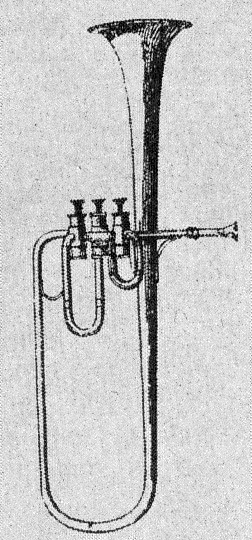
Saxtromba in Es (Sopran)
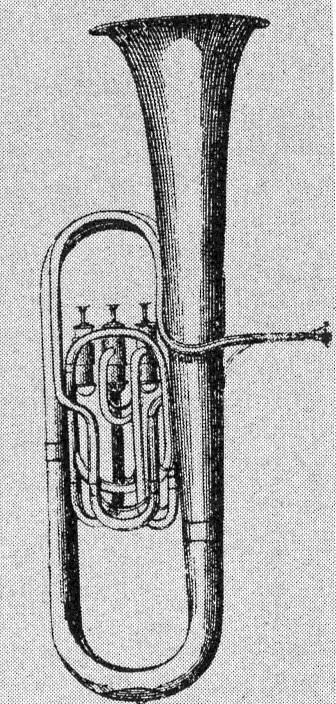
Saxtromba (Bass)